# Kroniek
Een kroniek is een verhaal of boek met chronologisch geordende, gedenkwaardige  historische feiten.
De benaming kroniek of kronieken wordt ook vaak gebruikt als aanduiding van een dag-tot-dagrelaas dat geen literaire pretentie heeft. Kronieken zijn niet altijd even betrouwbaar. Hun doel was vaak om de positie van belanghebbenden te bestendigen.

## Bijbel
Kronieken is de naam van twee Bijbelboeken, namelijk I en II Kronieken.

## Kronieken van oudheid tot middeleeuwen

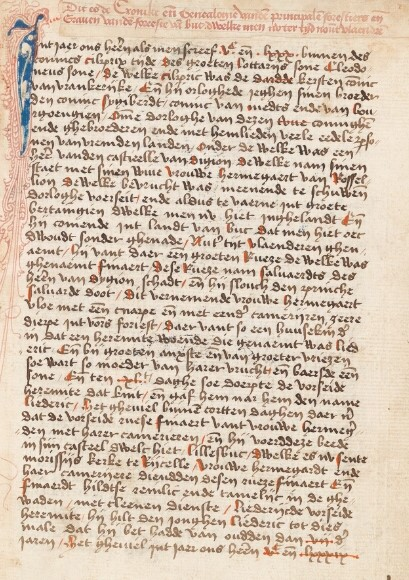
Kroniek van Vlaanderen van de aanvang tot 1467. Manuscript vervaardigd in Vlaanderen, 2de helft 15e eeuw. Herkomst te vinden bij C. P. Serrure.

Nederlandstalige voorbeelden van kronieken uit de middeleeuwen zijn de Rijmkroniek van Melis Stoke en de Rijmkroniek van Vlaanderen. Die laatste is bewaard gebleven in de Universiteitsbibliotheek van Gent.
De Encyclopedia of the Medieval Chronicle heeft een lijst gemaakt van ongeveer 2.500 teksten die onder de noemer 'kroniek' vallen, tussen de jaren 300 en 1500.

## Universele kroniek
Een universele kroniek, ook wel een universele geschiedenis of wereldkroniek genoemd, is een literair genre in de geschiedschrijving waarin historische gebeurtenissen worden beschreven vanaf het vermeende ontstaan van de wereld (vaak omschreven als een schepping) tot de periode waarin de schrijver (of schrijfster) zelf leefde en de plaats/streek waarin hij of zij zelf woonde. Vaak was een dergelijke universele geschiedenis niet meer dan een lange inleiding om uiteindelijk te vertellen over de geschiedenis van een bepaalde stad (waarin de schrijver woonde) of een bepaalde dynastie of een bepaald bisdom (in wiens dienst de schrijver werkte). Zo beginnen de Annalen van Quedlinburg, geschreven in het Latijn in de Abdij van Quedlinburg, met het Scheppingsverhaal uit het bijbelboek Genesis met Adam en Eva tot aan het Derde Concilie van Constantinopel in 680–681, beperkt zich vervolgens tot wat er tot aan 993 in het Heilige Roomse Rijk gebeurde en wordt vanaf het jaar 993 een nog beperkter ooggetuigeverslag van wat er in en om de stad Quedlinburg (in het huidige Saksen-Anhalt in Duitsland) gebeurde. In de antieke, middeleeuwse en vroegmoderne universele kroniekschrijving was de schrijftaal vaak Grieks of Latijn, maar vanaf de late middeleeuwen drongen de volkstalen door.